# Білоруська соціалістична громада (1902-1918)
Білоруська соціалістична громада (біл. Беларуская Сацыялістычная Грамада, БСГ), білоруська політична партія лівого напрямку, що існувала у 1902—1918 роках. Вважається першою білоруською національною політичною партією. У 1918 розкололася на 3 частини:
Білоруська соціал-демократична партія (біл. Беларуская сацыял-дэмакратычная партыя), Білоруська партія соціалістів-федералістів (біл. Беларуская партыя сацыялістаў-федэралістаў) та Білоруська партія соціалістів-революціонерів (біл. Беларуская партыя сацыялістаў-рэвалюцыянераў).
Партія відігравала значну роль у становленні Білоруської Народної Республіки.